# Théodose (fils de Maurice)
Pour les articles homonymes, voir Théodose.
Théodose ou Théodosius, né le 4 août 583 ou 585 et mort après le 27 novembre 602, est le fils aîné de l'empereur byzantin Maurice et co-empereur de 590 jusqu'à sa déposition et son exécution lors d'une révolte militaire. 
Les soldats lui proposent d'être le successeur de Maurice au côté de son beau-frère Germanus mais, rapidement, ils jettent plutôt leur dévolu sur Phocas. Alors que son père vient de l'envoyer dans une mission avortée pour s'assurer le soutien des Sassanides, Théodose est capturé et exécuté par les partisans de Phocas, quelques jours après son père.
Plusieurs rumeurs se répandent alors, prétendant qu'il aurait survécu. Elles deviennent tellement populaire qu'un homme prétendant être Théodose devient un prétexte pour les Perses pour intervenir contre l'Empire byzantin afin de rétablir la dynastie légitime.

## Biographie

### Famille
Théodose est le premier fils de Maurice et de sa femme, Augusta Constantina. Il est né le 4 août 583 (selon Jean d'Éphèse et d'autres chroniqueurs contemporains) ou 585 (selon les récits plus tardifs de Théophane le Confesseur et de Georges Cédrène),. C'est la première fois depuis Flavius Arcadius que l'empereur régnant a un fils lors de son règne, en l'occurrence le futur Théodose Ier. Ce serait en référence à ce dernier que Théodose devrait son nom. L'envoyé papal ou apocrisiarius à Constantinople, le futur pape Grégoire Ier lui sert de parrain. L'érudit Évagre le Scholastique compose un écrit célébrant la naissance de Théodose. Maurice le récompense en lui donnant le titre de consul,.

### Règne
Quelques années après sa naissance, peut-être en 587, Théodose est élevé au rang de césar et devient ainsi l'héritier présomptif de son père. Le 26 mars 590, il est publiquement proclamé co-empereur.
En novembre 601 ou au début de février 602, Maurice marie Théodose à une fille du patrice Germanus, un des chefs du Sénat byzantin. L'historien Théophylacte Simocatta, le principal chroniqueur du règne de Maurice mentionne aussi que le 2 février 602, Germanus sauve Théodose lors d'émeutes de la faim à Constantinople.
Plus tard dans la même année, lors d'une révolte des armées danubiennes à l'automne, Théodose et son beau-frère sont chassés dans les environs de Constantinople. Là, ils reçoivent une lettre des mutins qui demandent l'abdication de Maurice, la réparation de ses griefs et leur offrent la couronne. Théodose et son beau-frère présentent la lettre à Maurice qui rejette les demandes des mutins. Toutefois, l'empereur suspecte Germanus de soutenir cette révolte. Théodose informe rapidement son beau-père de cette suspicion et lui conseille de se cacher. Le 21 novembre, Germanus fuit dans une église locale puis dans la basilique Sainte-Sophie, cherchant un sanctuaire contre les émissaires de l'empereur,.
Toutefois, le jour suivant, Maurice, sa famille et d'autres proches fuient la capitale devant l'avancée de l'armée rebelle dirigée par Phocas. Ces fuyards traversent le Bosphore pour atteindre Chalcédoine. De là, Théodose avec le préfet du prétoire Constantin Lardys est envoyé chercher l'aide de Khosro II, l'empereur sassanide de Perse. Cependant, Maurice ne tarde pas à le rappeler et sur le chemin du retour, Théodose tombe entre les mains des hommes de Phocas, dirigés par Alexandre et est exécuté à Chalcédoine. Son père et ses jeunes frères ont subi le même sort quelques jours plus tôt, le 27 novembre,.

### Rumeurs de survie et Pseudo-Théodose
Par la suite, des rumeurs de survie au sujet de Théodose émergent et se propagent rapidement et profondément. On prétend que son beau-père Germanus a soudoyé son bourreau, un partisan de Phocas nommé Alexandre, pour épargner sa vie. Selon cette histoire, Théodose aurait ensuite fui pour finalement atteindre le royaume de Lazique où il meurt. Théophylacte Simocatta rapporte qu'il a profondément enquêté sur ces rumeurs et en conclut qu'elles sont fausses,.
Toutefois le général Narsès, qui s'est récemment élevé contre Phocas en Mésopotamie, exploite cette rumeur et « produit » un faux Théodose avant de proclamer combattre pour ce dernier. L'imposteur est ensuite présenté à Khosro II par Narsès. Le souverain perse l'utilise à son tour comme prétexte de son invasion de l'Empire byzantin, proclamant qu'elle est lancée dans le but de venger la mort de Maurice et de sa famille et de placer son vertueux héritier Théodose sur le trône,.